# جنگل (روزنامه)
روزنامهٔ جنگل در سال ۱۹۱۷ توسط جنبش جنگل در گیلان تأسیس شد. این روزنامه که ارگان نهضت جنگل بود با چاپ‌سنگی در کسما منتشر می‌شد. نخستین شمارهٔ آن در ۱۹ شعبان ۱۳۳۵ ه‍.ق منتشر شد و انتشار آن تا ۴ ربیع‌الثانی ۱۳۳۷ (مجموعاً۳۹ شماره) ادامه داشت.